# 帕西基夫卡
50°1′5″N 37°0′57″E / 50.01806°N 37.01583°E
帕西基夫卡（烏克蘭語：Паськівка）是位於烏克蘭東部的村莊，由哈爾科夫州丘胡伊夫区的舊薩爾蒂夫市鎮負責管轄。該村始建於1861年，面積0.51平方公里，海拔高度122米，2001年人口94，人口密度每平方公里184.3人。